# Schlafmütz & Co.
Schlafmütz & Co. (Originaltitel: Midnight Patrol: Adventures in the Dream Zone) ist eine amerikanisch-britische Zeichentrickserie aus dem Jahr 1990.

## Handlung
Keiko, Niki, Röschen, Jojo und Schlafmütz bilden zusammen die Traumpatrouille und reisen jede Nacht beim Schlafen ins Traumland. Dort treffen sie sich und bewahren gemeinsam das Traumland vor bösen Träumen vom Prinzen Fiesepeter und anderen Bedrohungen.

## Produktion
Die Serie wurde in  Kooperation von Hanna-Barbera Productions und Sleepy Kids PLC produziert. Dabei sind 13 Folgen entstanden. 

## Synchronisation
| Charakter          | Originalsprecher  | Synchronsprecher   |
| ------------------ | ----------------- | ------------------ |
| Schlafmütz         | Clive Revill      | Berno von Cramm    |
| Nick               | Whit Hertford     | Katrin Fröhlich    |
| Röschen            | Elisabeth Harnois | Solveig Duda       |
| Keiko              | Janice Kawaye     | Claudia Lössl      |
| Jojo               | George Lemore     | Martin Halm        |
| Sebastian          | Michael Bell      | Hans-Rainer Müller |
| Fiesepeter         | Rob Paulsen       | Christian Tramitz  |
| Fiesepeters Mutter | Joan Gerber       | Anita Höfer        |
| Grauer Steinriese  | Kenneth Mars      | Tommi Piper        |
| Groß Schnarcherich | Hamilton Camp     | Michael Rüth       |

## Episodenliste
| Nr. | Deutscher Titel                       | Originaltitel              |
| --- | ------------------------------------- | -------------------------- |
| 1   | Immer Ärger mit den Träumen           | Save the Cave              |
| 2   | Der Zauberspiegel                     | The Nightmirror            |
| 3   | Super Duper Nicki                     | Nick's Super Switch        |
| 4   | Der Wunsch-Wal                        | The Wishing Whale          |
| 5   | König Schlafmütz                      | King Potsworth             |
| 6   | Die Reise zur Milchstraße             | Dozer Quest                |
| 7   | Die allesfressenden Schnabulierwanzen | Night of the BedBugs       |
| 8   | Steinbeißerchens Abenteuer            | I Was a Teenage Babysitter |
| 9   | Chaos im Schlafrock                   | The Dozer Walks Among Us   |
| 10  | Eine entzückende Nervensäge           | Rosie's Extra Sweet Day    |
| 11  | Wolf im Schafspelz                    | When Bubba Rules           |
| 12  | Wo ist der Weihnachtsmann?            | Santanapped                |
| 13  | Nörgelkräutertee                      | Rosie's Fuss Attack        |